# Serge Provost
Pour les articles homonymes, voir Provost.
Serge Provost, né le 29 août 1952 à Saint-Timothée de Beauharnois (aujourd'hui Salaberry-de-Valleyfield) est un compositeur et organiste québécois. Il a été « reconnu comme l'un des compositeurs québécois les plus actifs de sa génération ».

## Formation
Serge Provost a étudié au Conservatoire de musique de Montréal où il a obtenu un premier prix d'analyse musicale en 1978 et un premier prix de composition en 1979. Il a également étudié l'orgue avec Bernard Lagacé. Il a ensuite étudié en France au Conservatoire national supérieur de musique de Paris où il a remporté un premier prix d'analyse musicale en 1981.

## Carrière
Il est professeur de composition et d'analyse au Conservatoire de musique de Montréal où il a eu parmi ses élèves les compositeurs Patrick Saint-Denis et Nicolas Gilbert. Parmi ses œuvres remarquables, on peut citer Le Vampire et la Nymphomane, un opéra pour lequel il a reçu le Prix Opus 1996. Son deuxième quatuor à cordes, Ventis-Arboris-Vocis, a été loué par la presse internationale. Il a également écrit de nombreux articles, notamment pour la revue Circuit et l'Encyclopédie de musique Einaudi.